# Climatização do Metropolitano de Londres
A climatização do Metropolitano de Londres não é feita a fim de proporcionar mais conforto nas viagens. No verão, as temperaturas em partes do sistema podem tornar-se muito desconfortáveis devido à sua profundidade e má ventilação dos túneis: temperaturas tão elevadas como 47°C foram registadas durante a onda de calor na Europa em 2006. Cartazes podem ser observados na rede de metro aconselhando os passageiros a trazer consigo água para se refrescarem.